# Giuliano Bonfante

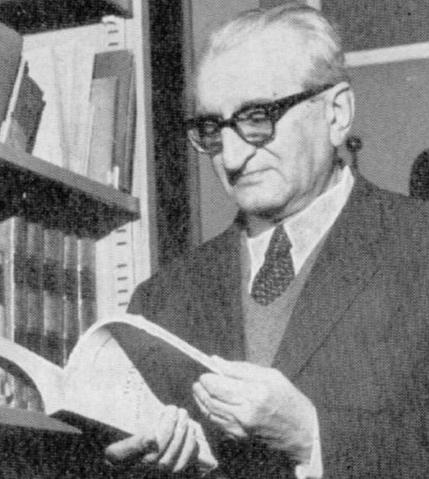
Giuliano Bonfante

Giuliano Bonfante (ur. 6 sierpnia 1904 w Mediolanie, zm. 9 września 2005 w Rzymie) – włoski językoznawca i specjalista od języków indoeuropejskich (w tym italskich i romańskich) oraz języka etruskiego. Syn sławnego włoskiego historyka prawa – Pietro Bonfantego.
W 1939, jako antyfaszysta, został zmuszony wyemigrować do USA. W latach 40. i 50. nauczał językoznawstwa na Uniwersytecie Princeton. Współzałożyciel, powstałego z Linguistic Circle of New York, International Linguistic Association. W 1960 został powołany na stanowisko profesora językoznawstwa historycznego Uniwersytetu Turyńskiego. W 1969 został członkiem Accademia Nazionale dei Lincei. Jego córka – Larissa Bonfante, również etruskolog, współpracowała z nim m.in. przy The Etruscan language: an introduction.

## Ważniejsze publikacje
- Della intonazione sillabica indoeuropea (Rzym, 1930)
- I dialetti indoeuropei (Neapol, 1931)
- Storia del diritto romano cz. 2 (1958-59)
- Latini e Germani in Italia (Brescia, 1965)
- La dottrina neolinguistica (Turyn, 1970)
- Lingua e cultura degli Etruschi (1985)
- Studi romeni (Rzym, 1973)
- The Etruscan language: an introduction (Nowy Jork, 1983, 2 2002)
- La protopatria degli Slavi (Wrocław, 1984)
- Grammatica latina: per le Scuole Medie Superiori (Mediolan, 1987)
- La lingua parlata in Orazio (1994)
- The origin of the Romance languages: stages in the development of Latin (1999, z córką)